# Лебедькова, Татьяна Евгеньевна
Татьяна Евгеньевна Лебедькова (род. 11 февраля 1950) — советская и российская актриса театра и кино.

## Биография
Татьяна Евгеньевна Лебедькова родилась 11 февраля 1950 года.  В 1974 году окончила школу-студию МХАТ (курс С. С. Пилявской и А. М. Карева). С 1978 года вошла в труппу Московского театра сатиры. Выступала в нескольких спектаклях («Федор Тютчев», «Бесы», «Комедиант» и другие проекты) в дуэте с актёром и режиссёром Театра сатиры Ю. Авшаровым (1937-2010).
В кино начала сниматься с 1973 года, когда сыграла в фильме-спектакле Театра сатиры «Безумный день, или Женитьба Фигаро».

## Награды
- Заслуженная артистка России.

## Творчество

### Работы в театре
- «Комедиант» Осборна — Фэба
- «Сказки Мельпомены» (постановка Ю. Авшарова)
- «Бесы», «Фёдор Тютчев» (спектакли-дуэты Ю. Авшарова и Т. Лебедьковой)
- «Малыш и Карлсон, который живёт на крыше (спектакль)» — Старуха
- «Незабываемые знакомства», Нина Садур, Эдвард Олби (2013, реж. Сергей Надточиев) — Бабка в сапожках / Дама с зонтиком
- «Бег» — Турчанка, любящая мать
- «Её превосходительство» — Манекенщица
- «Бешеные деньги» — Гуляющая в Петровском Парке

### Фильмография
1. 1973 — Безумный день, или Женитьба Фигаро — эпизод
2. 1974 — Георгий Седов — эпизод
3. 1979 — Завтрак на траве — Ирина, студентка педагогического института, пионервожатая
4. 1980 — Тростинка на ветру — Надя, сестра Вари
5. 1984 — Лучшие годы — Элла
6. 1987 — Холодное лето пятьдесят третьего… — эпизод
7. 1992 — Луна-парк — путана
8. 2002 — Две судьбы — мать Сальникова
9. 2004 — Долгое прощание — Ирина Игнатьевна, мать Ляли
10. 2004 — 2013 — Кулагин и партнёры — эпизоды
11. 2009 — Исаев («Бриллианты для диктатуры пролетариата») — жена Шелехеса
12. 2009 — Непридуманное убийство — Виолетта Гатти, хозяйка модельного агентства
13. 2009 — Хранитель — эпизод
14. 2009 — Черчилль (телесериал) (фильм 4-й «Таинственный поклонник») — Аглая Сергеевна, мать Саввы
15. 2010 — Вы заказывали убийство — эпизод
16. 2010 — Дело Крапивиных — Лариса Иннокентьевна Потапова, мама Тамары Крапивиной, бывшая учительница русского языка и литературы
17. 2012 — Отстегните ремни — Лидия Михайловна, мать Ксении и Маши
18. 2013 — Земский доктор. Возвращение — бабушка Ии
19. 2013 — Золотая клетка — Валентина Сергеевна Пастухова, директор школы
20. 2013 — Мент в законе-8 (Фильм №3: Одноклассники) — Галина Николаевна Вилкова
21. 2013 — Москва. Три вокзала (154-я серия: Опасные игры) — Абрамцева, мать Игоря
22. 2014 — Законы улиц — жертва мошенницы
23. 2014 — Красотки — Тамара Ивановна, музейный работник
24. 2014 — Перевозчик (Фильм №1: Инкассатор, Фильм №4: Проводник) — Лиана Николаевна Тихомирова, мать Любы
25. 2015 — Бегущая от любви — эпизод
26. 2015 — Взгляд из прошлого — Осетинская
27. 2017 — Секретарша — завуч
28. 2020 — Чёрное море — мама Сергея Сабурова